# Andréa Ferréol
Pour les articles homonymes, voir Ferréol.
Andréa Ferréol, de son nom complet Andréa Louise Ferréol est une actrice française, née le 6 janvier 1947 à Aix-en-Provence (Provence-Alpes-Côte d'Azur).

## Biographie

### Parcours
Arrière-arrière-petite-fille du poète Frédéric Mistral, fille de Paul Ferréol (1918-1997), assureur, résistant et conseiller général des Bouches-du-Rhône, et d'Aurélie Darbon-Gondrand (1919-2008), Andréa Ferréol va à Paris prendre des cours de théâtre avec Jean-Laurent Cochet et commence sa carrière par des rôles de théâtre avant d'être remarquée en 1973 dans La Grande Bouffe. Elle a été nommée par deux fois aux Césars pour un meilleur second rôle, en 1976 pour Les Galettes de Pont-Aven et en 1981 pour Le Dernier Métro.
En 2001, elle reçoit le prix « Reconnaissance des cinéphiles » à Puget-Théniers (Alpes-Maritimes) décerné par l'association « Souvenance de cinéphiles » pour l'ensemble de sa carrière.
Elle se consacre également à l'association « Aix-en-Œuvres »  qui se donne pour but d'inaugurer les festivités de Cézanne 2006 à Aix-en-Provence par la mise en place d'une statue monumentale (2,20 m) de Cézanne par le sculpteur Gabriël Sterk.
Andréa Ferreol est une cousine éloignée du comédien Fernand Charpin.[réf. nécessaire]
En avril 2016, elle sort sa première autobiographie intitulée La passion dans les yeux (L'Archipel).

### Vie privée
Elle a été la compagne du comédien Omar Sharif de 1984 à 2014.

## Filmographie

### Cinéma

#### Années 1970
- 1971 : Laisse aller... c'est une valse ! de Georges Lautner : Simone Tabèche, la voisine
- 1972 : La Raison du plus fou de François Reichenbach et Raymond Devos
- 1972 : La Scoumoune de José Giovanni : la prostituée
- 1973 : Elle court, elle court la banlieue de Gérard Pirès : une patiente
- 1973 : Les Gants blancs du diable de László Szabó
- 1973 : Chacal de Fred Zinnemann : personnel de l'hôtel
- 1973 : La Grande Bouffe de Marco Ferreri : Andrea
- 1974 : Le Trio infernal de Francis Girod : Noemie
- 1974 : L'Orgasme dans le placard (Donna è bello) de Sergio Bazzini : Ottavia
- 1974 : Le tapis hurle (Il piatto piange) de Paolo Nuzzi (it) : la chanteuse lyrique
- 1975 : I baroni de Giampaolo Lomi : Mariantonia
- 1975 : Sérieux comme le plaisir de Robert Benayoun : la dame en blanc
- 1975 : Le Futur aux trousses de Dolorès Grassian : Odette
- 1975 : Vergine, e di nome Maria de Sergio Nasca : Maddalena
- 1975 : Parlez-moi d'amour de Michel Drach : la voisine
- 1975 : Les Galettes de Pont-Aven de Joël Séria : la cliente au portrait
- 1975 : L'Incorrigible de Philippe de Broca : Tatiana Negulesco
- 1976 : La Grande Bagarre (Il soldato di ventura) de Pasquale Festa Campanile : Leonora
- 1976 : Marie-Poupée de Joël Séria : Ida
- 1976 : Flocons d'or (Goldflocken) de Werner Schroeter : Marie
- 1976 : Scandalo de Salvatore Samperi : Juliette
- 1976 : Mesdames et messieurs, bonsoir (Signore e signori, buonanotte) de Luigi Comencini : Edwige
- 1977 : L'uomo di Corleone, film inachevé de Duilio Coletti
- 1977 : Treize Femmes pour Casanova (Casanova & Co.) de Franz Antel : la femme du boulanger
- 1977 : Servante et maîtresse de Bruno Gantillon : Maria
- 1978 : Travolto dagli affetti familiari de Mauro Severino : Isotta
- 1978 : Ligabue de Salvatore Nocita : Cesarina
- 1978 : L'Amant de poche de Bernard Queysanne : la mère de Julien
- 1978 : Despair de Rainer Werner Fassbinder : Lydia Hermann
- 1978 : Mysteries de Paul de Lussanet : Kamma
- 1979 : Le Manteau d'astrakan (Il cappotto di Astrakan) de Marco Vicario : Maria Lenormand
- 1979 : Voyage avec Anita de Mario Monicelli : Noemi
- 1979 : Improvviso d'Edith Bruck : Anna
- 1979 : Milo Milo (de) de Níkos Perákis : Aphrodite
- 1979 : Le Tambour (Die Blechtrommel) de Volker Schlöndorff : Lina Greff

#### Années 1980
- 1980 : Retour à Marseille de René Allio : Cécé
- 1980 : Le Chef d'orchestre d'Andrzej Wajda
- 1980 : L'Empreinte des géants de Robert Enrico : Germaine Hansen
- 1980 : Dimmi che fai tutto per me de Pasquale Festa Campanile : Miriam Spinacroce
- 1980 : Le Dernier Métro de François Truffaut : Arlette Guillaume
- 1981 : Trois Frères de Francesco Rosi : Femme de Raffaele
- 1981 : L'Ombre rouge de Jean-Louis Comolli : Magda
- 1982 : Y a-t-il un Français dans la salle ? de Jean-Pierre Mocky : Georgette Réglisson
- 1982 : Le Battant d'Alain Delon : Sylviane Chabry
- 1982 : La Nuit de Varennes d'Ettore Scola : Mme Adélaïde Gagnon
- 1982 : La Fille de Trieste (La ragazza di Trieste) de Pasquale Festa Campanile : Stefanutti
- 1983 : Le Prix du danger d'Yves Boisset : Élisabeth Worms
- 1983 : Balles perdues de Jean-Louis Comolli : Maryvonne
- 1984 : Aldo et Junior de Patrick Schulmann : Fernande
- 1984 : Louisiane de Philippe de Broca: Mignette
- 1984 : Le Jumeau d'Yves Robert : Evie
- 1984 : Le Juge de Philippe Lefebvre : Regine Sauvat
- 1984 : Les Belles Années (Cuore) de Luigi Comencini : la mère d'Enrico
- 1985 : La Double Vie de Mathias Pascal (Le due vite di Mattia Pascal) de Mario Monicelli : Silvia Caporale
- 1985 : Zoo (A Zed & Two Noughts) de Peter Greenaway : Alba Bewick
- 1986 : Suivez mon regard de Jean Curtelin : la boulangère
- 1986 : Douce France de François Chardeaux : Marthe Maurin
- 1987 : Noyade interdite de Pierre Granier-Deferre : Cora
- 1987 : Contrôle (Il giorno prima) de Giuliano Montaldo : Rosy Bloch
- 1987 : Promis… juré ! de Jacques Monnet : Dora
- 1988 : Les Deux Fanfarons (Una botta di vita) d'Enrico Oldoini : Germaine
- 1988 : Corentin ou les Infortunes conjugales de Jean Marbœuf : Athénaïs
- 1989 : Francesco de Liliana Cavani : la mère
- 1989 : Sans espoir de retour (Street of No Return) de Samuel Fuller : Rhoda
- 1989 : Lo zio indegno de Franco Brusati : Teresa
- 1989 : Rouge Venise d'Étienne Périer : Princesse Hortense

#### Années 1990
- 1990 : Les Ailes de la renommée d'Otakar Votocek : Theresa
- 1991 : Le Cri du lézard de Bertrand Theubet : Clo
- 1992 : Il maestro de Marion Hänsel : Dolores
- 1992 : Die wahre Geschichte von Männern und Frauen de Robert van Ackeren : Karla
- 1993 : Deux Doigts de meurtre d'Eddy Matalon : Louise
- 1993 : Domenica de Peter Kern : Anna Niehoff
- 1993 : Le Fil de l'horizon (O Fio do Horizonte) de Fernando Lopes : Francesca
- 1993 : Hors saison de Daniel Schmid : Mlle Gabrielle
- 1994 : Les Cent et Une Nuits de Simon Cinéma d'Agnès Varda : l'étonnée
- 1994 : Les Habits neufs de l'empereur (Císařovy nové šaty) de Juraj Herz : la comtesse
- 1994 : La Cicatrice de Haim Bouzaglo : la femme
- 1996 : Le Montreur de Boxe de Dominique Ladoge : Georgette
- 1996 : La vida privada de Vicente Pérez Herrero : Marta
- 1996 : Sono pazzo di Iris Blond de Carlo Verdone : Marguerite
- 1999 : Astérix et Obélix contre César de Claude Zidi : Bonnemine (voix)
- 1999 : Lettre à mon frère Guy Gilles, cinéaste trop tôt disparu, documentaire de Luc Bernard : elle-même

#### Années 2000
- 2000 : Une pour toutes de Claude Lelouch : elle-même
- 2000 : Le Conte du ventre plein (en) (Bellyful) de Melvin Van Peebles : Loretta
- 2001 : Le Bal des pantins de Herman Van Eyken : Blanche
- 2001 : La Boîte de Claude Zidi : Monique
- 2004 : Le P'tit Curieux de Jean Marbœuf : madame Poulet
- 2004 : Madame Édouard de Nadine Monfils : la bouchère
- 2004 : Le Cadeau d'Elena de Frédéric Graziani : Barberine
- 2005 : Les Mariées de Pandelis Voulgaris : une mariée
- 2005 : Les États-Unis d'Albert d'André Forcier : Jane Pickford
- 2006 : Quand les anges s'en mêlent de Crystel Amsalem : la mère
- 2007 : Ma vie n'est pas une comédie romantique de Marc Gibaja : la mère de Thomas
- 2008 : Ça se soigne ? de Laurent Chouchan : Hélène - la mère d'Adrienne

#### Années 2010
- 2016 : Saint-Amour de Gustave Kervern et Benoît Delépine : la femme du petit-déjeuner
- 2017 : Knock de Lorraine Lévy : Madame Rémy
- 2017 : L'Échange des princesses de Marc Dugain : la princesse Palatine
- 2017 : La lucida follia di Marco Ferreri d'Anselma Dell'Olio (film documentaire)
- 2018 : Cinématon #3022 de Gérard Courant : elle-même
- 2018 : Emma Peeters de Nicole Palo : Bernadette
- 2019 : Just a Gigolo d'Olivier Baroux : Sophia

#### Années 2020
- 2020 : Vagabondes de Philippe Dajoux : Lise
- 2022 : Envol de Frédéric Cerulli : Madame McKenzie
- 2022 : Chœur de rockers d'Ida Techer et Luc Bricault : Irène
- 2023 : Notre tout petit petit mariage de Frédéric Quiring : Yvette
- 2024 : Le Choix du pianiste de Jacques Otmezguine : Momé

### Télévision
- 1971 : Les Enquêtes du commissaire Maigret de Marcel Cravenne, épisode Maigret aux assises : Madame Ernie
- 1975 : Le Cigalon, de Georges Folgoas : Madame Tofi
- 1977 : Le Passe-muraille de Marcel Aymé, mise en scène et réalisation Pierre Tchernia : La dame au mari jaloux
- 1979 : Histoires insolites, épisode La Stratégie du serpent d'Yves Boisset : Marie
- 1981 : Au bon beurre, d'Édouard Molinaro : Julie Poissonard
- 1984 : Lucienne et le Boucher, de Pierre Tchernia : Lucienne
- 1986 : Les Louves (Letters to an Unknown Lover) de Peter Duffell : Julia
- 1988 : La Garçonne d'Étienne Périer : Claire
- 1989 : L'étrange histoire d'Émilie Albert de Claude Boissol : Joséphine, la femme de Thomas, le Maire.
- 1990 : Le complot du renard de Charles Jarrott : Hélène de Ville
- 1990 : Le soulier magique de Tom Clegg : Wanda
- 1990 : Le fantôme de l'opéra de Tony Richardson : Carlotta
- 1991 : Piège pour femme seule de Gérard Marx : Lou
- 1991 : Una famiglia in giallo de Luciano Odorisio
- 1991 : Le Gorille (1 épisode)
- 1992 : Un ballon dans la tête de Michaëla Watteaux : Dolores
- 1993 : La Treizième voiture d'Alain Bonnot : Chloé Granval
- 1993 : Maria des Eaux-Vives de Robert Mazoyer : Yvonne
- 1993 : Maigret : Maigret et l'homme du banc d'Étienne Périer
- 1994 : Cluedo : Madame Pervenche
- 1995 : Sandra, princesse rebelle de Didier Albert (série) : Jacqueline Duplessis
- 1995 : La Belle de Fontenay de Paule Zajdermann : Marion
- 1997 : Mireille et Vincent de Jean-Louis Lorenzi : Jeanne
- 1998 : Heureusement qu'on s'aime de David Delrieux : Simone
- 1998 : Mirage noir de Sébastien Grall : Monique
- 1998 : Doppio segreto de Marcello Cesena
- 1999 : Premier de cordée de Pierre-Antoine Hiroz et Édouard Niermans : Marie Servettaz
- 2001 : Lourdes de Lodovico Gasparini : La mère supérieure
- 2002 : Les Cordier, juge et flic (1 épisode)
- 2004 : Alice Nevers : Le juge est une femme (1 épisode)
- 2004 : La Crim' (1 épisode)
- 2005 : Le Cocon (série) : Mme Bellon
- 2005 : La parenthèse interdite de David Delrieux : Nicole
- 2005 : Désiré Landru de Pierre Boutron : la mère de Rolande
- 2005 : Ricomincio da me de Rossella Izzo : Azzurra Molinari
- 2005 : La Femme Coquelicot de Jérôme Foulon : Mme Groslier
- 2006 : Tombé du ciel (télésuite) : Rosa
- 2006 : Disparition de Laurent Carcélès : Jeanne
- 2007 : Mademoiselle Joubert (1 épisode)
- 2008 : Einstein (téléfilm) de Liliana Cavani : Pauline Kock
- 2008 : L'infiltré (téléfilm) de Dominique Othenin-Girard
- 2008 : Le nouveau monde de Étienne Dhaene : Gina
- 2008 : Io ti assolvo de Monica Vullo : Veronica Zunin
- 2009 - 2012 : Les Toqués et Week-end chez les toquées : Rose
- 2012 : La Victoire au bout du bâton de Jean-Michel Verner
- 2012 : Vive la colo! de Didier Le Pêcheur et Dominique Ladoge
- 2014 : Famille d'accueil : Monique (5 épisodes)
- 2014 : La vallée des mensonges de Stanislas Graziani : Mercedes
- 2014 : La Trouvaille de Juliette de Jérôme Navarro : Ginou
- 2016 : Meurtres à Aix-en-Provence de Claude-Michel Rome : Eléonore Dorval
- 2016 : Noir enigma de Manuel Boursinhac : Albina Destouches
- 2017 : La Minute vieille de Fabrice Maruca : elle-même
- 2017 : La Loi de Gloria de Didier Le Pêcheur : Comtesse de la Tour
- 2018 : Alexandra Ehle, série créée par Elsa Marpeau : Laurette Doisneau
- 2018 : Mongeville, épisode La Porte de fer : Marguerite
- 2019 : Caïn, saison 7 épisodes 1 et 2 : Agnès Vautrin, tante de Caïn
- 2019 : La Stagiaire, saison 5 : Chantal Meyer, la mère de Barth
- 2020 : Un mauvais garçon de Xavier Durringer : Catherine Fontanelle
- 2020 : Une belle histoire,  mini-série réalisée par Frédéric Krivine et Emmanuel Daucé : Madame Merlin
- 2021 : Plan B de Christophe Campos : Adèle
- 2022 : OVNI(s) (saison 2) : Suzanne Mathure
- 2022 : L'Impasse de Delphine Lemoine
- 2024 : Poulets grillés, épisode Les secrets de l’hôtel de July Hygreck : Line Leroy
- 2024 : Virage de Delphine Lemoine : Françoise
- 2024 : Nino lunaire de Manuel Billi : Rosa
- 2024 : Made in France de Mathilde Vallet : la grand mère d'Olympe

Elle a participé également à quelques émissions de Merci Bernard de Jean-Michel Ribes en 1982.

## Théâtre
- 1967 : Rupture d'André Roussin, mise en scène Jean-Laurent Cochet, Théâtre Saint-Georges
- 1967 : Silence, l'arbre remue encore de François Billetdoux, mise en scène Antoine Bourseiller, Festival d'Avignon
- 1969 : Le Lai de Barrabas de Fernando Arrabal, mise en scène Jean-Michel Ribes, Studio des Champs-Elysées
- 1970 : Les Fraises musclées de Jean-Michel Ribes, mise en scène de l'auteur, Théâtre La Bruyère
- 1971 : Turandot ou le congrès des blanchisseurs de Bertolt Brecht, mise en scène Georges Wilson, TNP Théâtre de Chaillot
- 1972 : Roméo et Juliette de William Shakespeare, mise en scène Robert Hossein, Reims, 1973 : Théâtre de la Porte-Saint-Martin
- 1977 : Les gens déraisonnables sont en voie de disparition de Peter Handke, mise en scène Claude Régy, Théâtre des Amandiers
- 1986 : La Valse du hasard de Victor Haïm, mise en scène Stephan Meldegg, Théâtre La Bruyère
- 2001 : Transferts de Jean-Pierre About, mise en scène Jean-Claude Idée, Théâtre Montparnasse
- 2002 : Les Conquérantes de Gérard Bagardie, mise en scène Claude Confortès, Théâtre Rive Gauche
- 2004 : Les Monologues du vagin d'Eve Ensler, mise en scène Isabelle Rattier, Théâtre Michel, Petit Théâtre de Paris
- 2007 : Vacances de rêve de Francis Joffo, mise en scène de l'auteur
- 2009 : L'Anniversaire d'Harold Pinter, mise en scène Michel Fagadau, Comédie des Champs-Élysées
- 2010 : Les Monologues du vagin d'Eve Ensler, mise en scène Isabelle Rattier, Théâtre Michel
- 2010 : R.E.R de Jean-Marie Besset, mise en scène Gilbert Désveaux, Théâtre de la Tempête
- 2010 : Colette en scène d'après Colette, Théâtre du Châtelet
- 2012 : Les Monologues du vagin d'Eve Ensler, mise en scène Isabelle Rattier, tournée
- 2013 : La véritable histoire de Maria Callas, de Jean-Yves Rogale, mise en scène Françoise Petit-Balmer, Théâtre Déjazet
- 2014 : Quatre minutes de Chris Kraus, mise en scène Jean-Luc Revol, Théâtre La Bruyère
- 2015 : Ciboulette, opérette de Reynaldo Hahn, mise en scène Michel Fau, Théâtre national de l'Opéra-Comique
- 2022 : Très chère Mandy de Erwin Zirmi, mise en scène Vincent Messager, tournée
- 2022 : La Priapée des écrevisses de Christian Siméon, mise en scène Vincent Messager, Studio Hébertot et Théâtre du Chien qui fume (Festival off d'Avignon)
- 2024 : Amour, gloire et secrets d'Erwin Zirmi, mise en scène Vincent Messager, théâtre Tête d'Or
- 2025 : Samson opéra de Jean-Philippe Rameau et Voltaire, mise en scène Claus Guth, Théâtre national de l'Opéra-Comique

## Publication

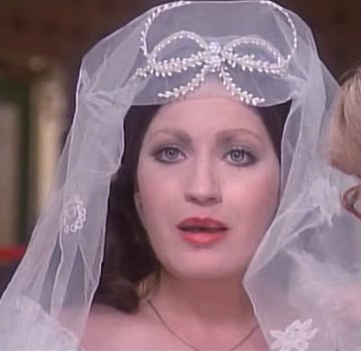
Andréa Ferréol dans le film italien I baroni (1975).

- La Passion dans les yeux, Éditions de l'Archipel, 2016  (ISBN 978-2809818499) [présentation en ligne]

## Récompenses
- César 1976 : César de la meilleure actrice dans un second rôle pour Les Galettes de Pont-Aven
- César 1981 : César de la meilleure actrice dans un second rôle pour Le Dernier Métro[3]
- David di Donatello 1997 : David di Donatello de la meilleure actrice dans un second rôle pour Sono pazzo di Iris Blond

## Distinctions
- Officier de la Légion d'honneur Elle est faite chevalier le 31 décembre 2002[4], puis est promue officier le 12 juillet 2013[5].
- Officier de l'ordre national du Mérite Elle est faite chevalier le 15 novembre 1999[6], puis est promue officier le 15 mai 2009[7].
- Commandeur de l'ordre des Arts et des Lettres Elle est promue commandeur le 12 mars 2019[8]. Elle était officier de l'ordre depuis 1989[9].